# تزطوطين
تزطوطين او تزظوظين (بالإنجليزية: Tiztoutine)، جماعة قروية تابعة لقبيلة آيت بويحيي الريفية الأمازيغية بإقليم الناظور وتتموقع في وسط جنوب هذا الإقليم في شمال المغرب. تحد شمالا بجماعة بني سيدال لوطا التابعة لقبيلة قلعية وشرقا بجماعة بني وكيل اولاد محند وجماعة حاسي بركان وتحد جنوبا بجماعة أفسو وكل هذه الجماعات الثلاثة تابعات مثلها لنفس القبيلة، أما غربا فتحد بجماعة الدريوش وجماعة اولاد بوبكر التابعتين لقبيلة مطالسة. يبلغ عدد سكان الجماعة حوالي 10040 نسمة حسب إحصاء سنة 2004. منهم 5990 في الوسط القروي و 4050 في مركز تزطوطين.
موقع إلكتروني لجماعة تزطوطين :

## قرى ودواوير الجماعة
من بين القرى والدواوير المكونة لجماعة تزطوطين نجد:
اولاد يحيى، اولاد بنحلي، اولاد بوبكر السفلى، اولاد بوبكر العليا، اولاد عيسى، إعسوتا، إوشيخا، اولاد بنعلو، اولاد علي بنحمو، اولاد زباير ،اولاد بويمين، اولاد براهيم، إحريكاثن، لبصارة، ايبودلوزا.

## مواقع مهمة
جبل على شكل بركان في وسط القرية